# Мурадов, Фуад Рауф оглы
Мурадов, Фуад Рауф оглы (азерб. Muradov Fuad Rauf oğlu; род. 22 июля 1979, Баку) — азербайджанский государственный деятель. Депутат парламента Азербайджана III, IV, V созывов Председатель Государственного комитета по работе с диаспорой Азербайджана.

## Биография
Родился 22 июля 1979 года в Баку. В 2000 году окончил факультет окружающей среды и нефтяной промышленности Азербайджанской государственной нефтяной академии. В 2002 году окончил магистратуру по специальности «Окружающая среда и нефтяная промышленность». Являлся аспирантом и научным сотрудником Института по Проблемам Радиации Национальной Академии Наук Азербайджана.
В 2010 году защитил диссертацию по теме «Закономерности анализа и распределения радионуклидов, выброшенных в окружающую среду во время выработки первичной нефти».  
Доктор философии по химии. Автор 10 научных статей и монографий. 
С 2001 года работал менеджером Центра экологических проектов Азербайджана.
С 2002 по 2004 год являлся генеральным секретарём Национального совета молодежной организации Азербайджана. В марте 2004 года был назначен председателем совета.
Депутат парламента Азербайджана III, IV, V созывов.
Являлся членом комитета природных ресурсов, энергетики и экологии парламента, заместителем председателя парламентского комитета сотрудничества Евросоюза и Азербайджана.
Являлся председателем комитета молодежи и спорта Милли Меджлиса (до 2018).
В 2005 — 2015 годы являлся членом Национального совета по телевидению и радио Азербайджана. 
В 2011 — 2018 годы являлся сопредседателем Комитета энергетической безопасности Парламентской Ассамблеи Евронест.
Председатель Государственного комитета по работе с диаспорой Азербайджана (с 23 апреля 2018).
Член глобальной рабочей группы по Конвенции ООН против коррупции в Глобальном антикоррупционном руководстве Парламентов (с 2008).
Владеет английским, французским и русским языками.

## Награды
- Орден «За службу Отечеству» III степени (4 июля 2022, за плодотворную деятельность в осуществлении государственной политики в области работы с азербайджанской диаспорой)[5]